# نویفن آندر کرمس
نویفن آندر کرمس (به آلمانی: Neuhofen an der Krems) یک منطقهٔ مسکونی در اتریش است که در ناحیه لینتس لند واقع شده‌است. نویفن آندر کرمس ۱۸ کیلومتر مربع مساحت دارد ۳۰۳ متر بالاتر از سطح دریا واقع شده‌است.